# Dropčevec
Dropčevec es una localidad de Croacia situada en el municipio de Rakovec, en el condado de Zagreb. Según el censo de 2021, tiene una población de 74 habitantes.